# Tossiat
Tossiat est une commune française, située dans le département de l'Ain en région Auvergne-Rhône-Alpes.
Les habitants de Tossiat s'appellent les Tossiatis.

## Géographie
Tossiat est située dans le Revermont, à 12 km au sud-est de Bourg-en-Bresse et à 3 km de la sortie 7 de l'autoroute A40.

### Transports

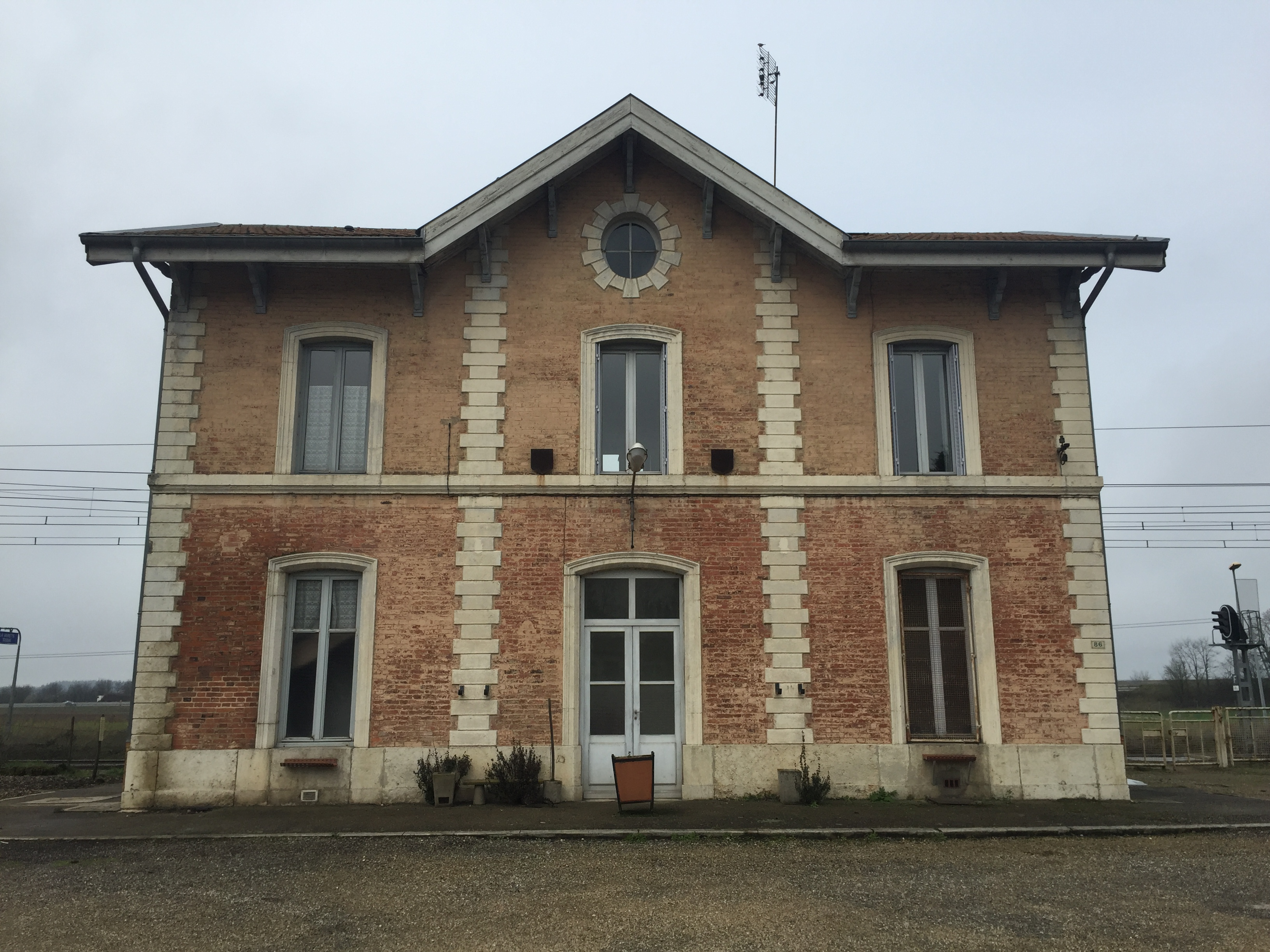
L'ancienne gare.

La ligne de Mâcon à Ambérieu traverse la commune au niveau du lieu-dit la Vavrette, où se trouve l'ancienne gare.
Le 23 juin 1856, a lieu la mise en service de la première section, entre Lyon et Bourg, du chemin de fer de Mâcon et de Lyon à Genève, par la Compagnie des chemins de fer de Paris à Lyon et à la Méditerranée (PLM). La station ouverte s'appelle La Vavrette.
En 2003, fermeture du point d'arrêt SNCF La Vavrette-Tossiat au trafic voyageur.
Le 19 décembre 2007 à 9 h 30, un TGV à destination de Genève percute un camion d'un convoi exceptionnel immobilisé sur le passage à niveau de La Vavrette, provoquant le déraillement du train et la mort du conducteur du poids lourd et faisant 35 blessés.

### Climat
Pour des articles plus généraux, voir Climat d'Auvergne-Rhône-Alpes et Climat de l'Ain.
En 2010, le climat de la commune est de type climat des marges montargnardes, selon une étude du CNRS s'appuyant sur une série de données couvrant la période 1971-2000. En 2020, Météo-France publie une typologie des climats de la France métropolitaine dans laquelle la commune est dans une zone de transition entre le climat semi-continental et le climat de montagne et est dans la région climatique Bourgogne, vallée de la Saône, caractérisée par un bon ensoleillement (1 900 h/an), un été chaud (18,5 °C), un air sec au printemps et en été et des vents faibles.
Pour la période 1971-2000, la température annuelle moyenne est de 11,4 °C, avec une amplitude thermique annuelle de 17,8 °C. Le cumul annuel moyen de précipitations est de 1 254 mm, avec 10,6 jours de précipitations en janvier et 8 jours en juillet. Pour la période 1991-2020, la température moyenne annuelle observée sur la station météorologique de Météo-France la plus proche, « Ceyzériat_sapc », sur la commune de Ceyzériat à 4 km à vol d'oiseau, est de 11,7 °C et le cumul annuel moyen de précipitations est de 1 032,6 mm,. Pour l'avenir, les paramètres climatiques de la commune estimés pour 2050 selon différents scénarios d'émission de gaz à effet de serre sont consultables sur un site dédié publié par Météo-France en novembre 2022.

## Urbanisme

### Typologie
Au 1er janvier 2024, Tossiat est catégorisée bourg rural, selon la nouvelle grille communale de densité à 7 niveaux définie par l'Insee en 2022.
Elle est située hors unité urbaine. Par ailleurs la commune fait partie de l'aire d'attraction de Bourg-en-Bresse, dont elle est une commune de la couronne,. Cette aire, qui regroupe 80 communes, est catégorisée dans les aires de 50 000 à moins de 200 000 habitants,.

### Occupation des sols
L'occupation des sols de la commune, telle qu'elle ressort de la base de données européenne d’occupation biophysique des sols Corine Land Cover (CLC), est marquée par l'importance des territoires agricoles (77,7 % en 2018), en diminution par rapport à 1990 (82,4 %). La répartition détaillée en 2018 est la suivante : 
terres arables (46,3 %), zones agricoles hétérogènes (31,2 %), zones urbanisées (10,2 %), zones industrielles ou commerciales et réseaux de communication (6,1 %), forêts (6 %), prairies (0,2 %).
L'évolution de l’occupation des sols de la commune et de ses infrastructures peut être observée sur les différentes représentations cartographiques du territoire : la carte de Cassini (XVIIIe siècle), la carte d'état-major (1820-1866) et les cartes ou photos aériennes de l'IGN pour la période actuelle (1950 à aujourd'hui).

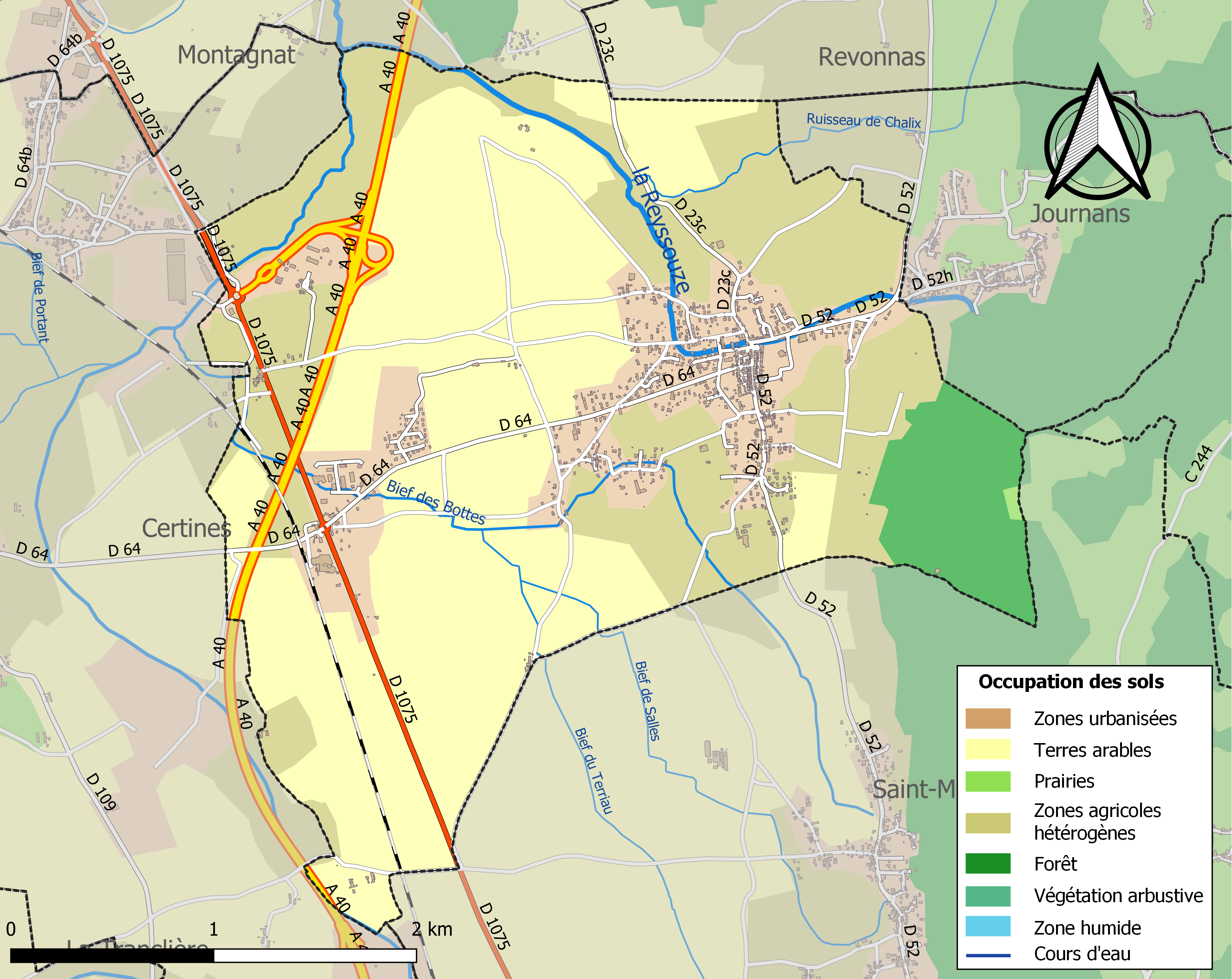
Carte des infrastructures et de l'occupation des sols de la commune en 2018 (CLC).

## Histoire
Tossiat fut le siège d'un doyenné qui relevait de l'abbaye d'Ambronay.
Le 7 septembre 2013, la compagnie des sapeurs-pompiers de la commune fête ses 150 ans.

## Politique et administration

### Découpage territorial
La commune de Tossiat est membre de la communauté d'agglomération du Bassin de Bourg-en-Bresse, un établissement public de coopération intercommunale (EPCI) à fiscalité propre créé le 1er janvier 2017 dont le siège est à Bourg-en-Bresse. Ce dernier est par ailleurs membre d'autres groupements intercommunaux.
Sur le plan administratif, elle est rattachée à l'arrondissement de Bourg-en-Bresse, au département de l'Ain et à la région Auvergne-Rhône-Alpes. Sur le plan électoral, elle dépend du  canton de Ceyzériat pour l'élection des conseillers départementaux, depuis le redécoupage cantonal de 2014 entré en vigueur en 2015, et de la première circonscription de l'Ain  pour les élections législatives, depuis le dernier découpage électoral de 2010.

### Administration municipale
| Période     | Période  | Identité        | Étiquette     | Qualité       |
| ----------- | -------- | --------------- | ------------- | ------------- |
| 2001        | 2014     | Alain Perdrix   |               | Réélu en 2008 |
| 2014        | 2020     | Roger Fenet     | Divers Gauche |               |
| 27 mai 2020 | En cours | Jean-Marie Davi |               |               |

### Jumelages
- Hackenheim (Allemagne) depuis 1992
- Ungureni (Roumanie) depuis 2001

## Population et société

### Démographie
L'évolution du nombre d'habitants est connue à travers les recensements de la population effectués dans la commune depuis 1793. Pour les communes de moins de 10 000 habitants, une enquête de recensement portant sur toute la population est réalisée tous les cinq ans, les populations de référence des années intermédiaires étant quant à elles estimées par interpolation ou extrapolation. Pour la commune, le premier recensement exhaustif entrant dans le cadre du nouveau dispositif a été réalisé en 2008.
En 2022, la commune comptait 1 389 habitants, en évolution de +1,68 % par rapport à 2016 (Ain : +5,15 %, France hors Mayotte : +2,11 %).
| 1793 | 1800 | 1806 | 1821 | 1831 | 1836 | 1841 | 1846 | 1851 |
| ---- | ---- | ---- | ---- | ---- | ---- | ---- | ---- | ---- |
| 605  | 548  | 624  | 639  | 663  | 632  | 637  | 692  | 695  |

| 1856 | 1861 | 1866 | 1872 | 1876 | 1881 | 1886 | 1891 | 1896 |
| ---- | ---- | ---- | ---- | ---- | ---- | ---- | ---- | ---- |
| 677  | 694  | 686  | 672  | 647  | 651  | 629  | 623  | 630  |

| 1901 | 1906 | 1911 | 1921 | 1926 | 1931 | 1936 | 1946 | 1954 |
| ---- | ---- | ---- | ---- | ---- | ---- | ---- | ---- | ---- |
| 594  | 597  | 581  | 535  | 526  | 481  | 450  | 488  | 548  |

| 1962 | 1968 | 1975 | 1982 | 1990 | 1999  | 2006  | 2008  | 2013  |
| ---- | ---- | ---- | ---- | ---- | ----- | ----- | ----- | ----- |
| 531  | 534  | 569  | 879  | 979  | 1 115 | 1 327 | 1 388 | 1 353 |

| 2018  | 2022  | - | - | - | - | - | - | - |
| ----- | ----- | - | - | - | - | - | - | - |
| 1 359 | 1 389 | - | - | - | - | - | - | - |

### Médias
En 2014, la commune de Tossiat a été récompensée par le label « Ville Internet @ ». En 2010, elle était labellisée « Ville Internet @@ ».

## Culture et patrimoine
- L'église Saint-Marcel a été construite à la fin du XVe siècle à partir d’une église romane.
- Le lavoir de la Chanaz est situé au pied du Revermont.
- Le lavoir de la Balette est situé au bord de la Reyssouze, à proximité de l’église Saint-Marcel.

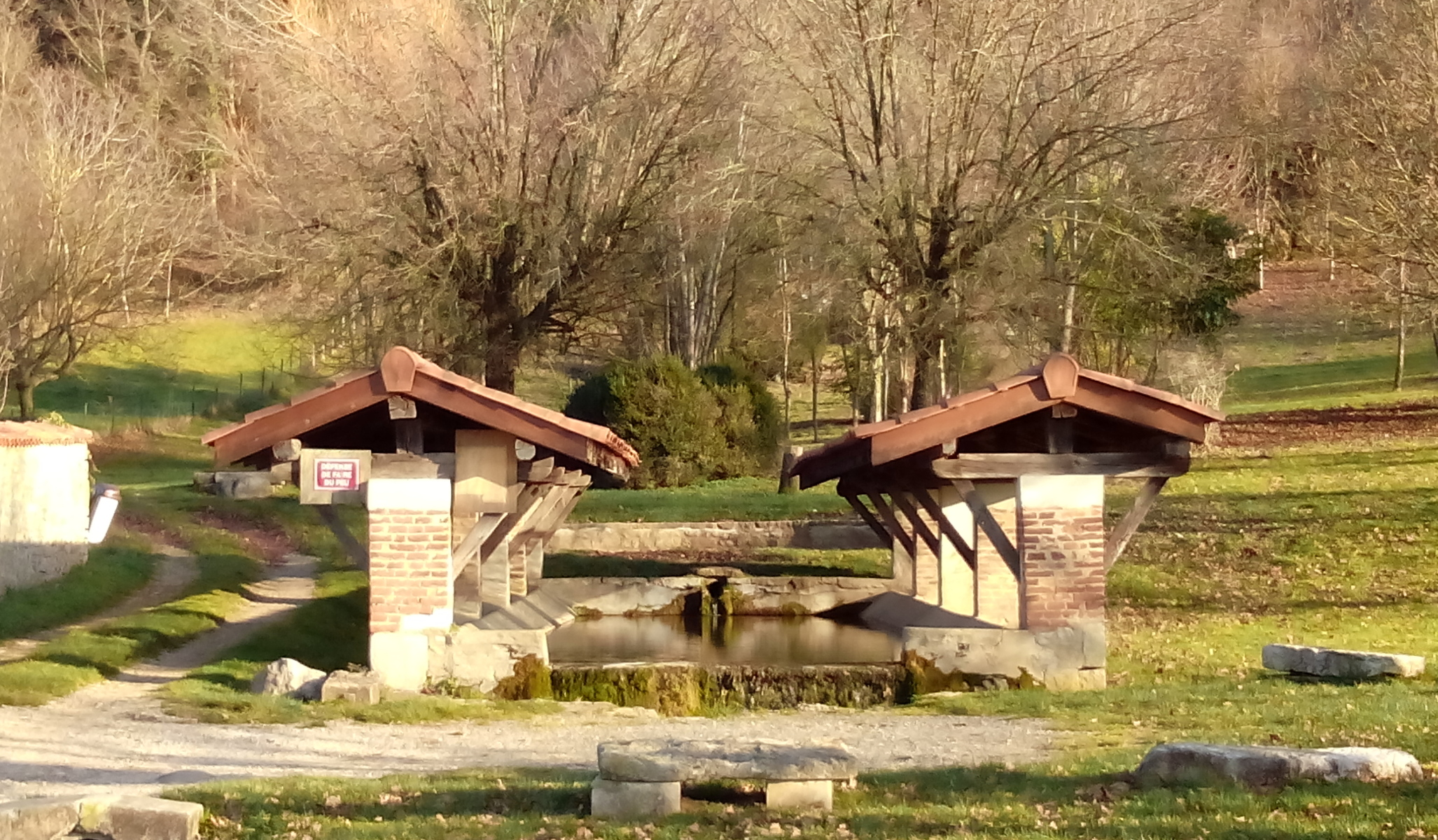
Le lavoir de la Chanaz.
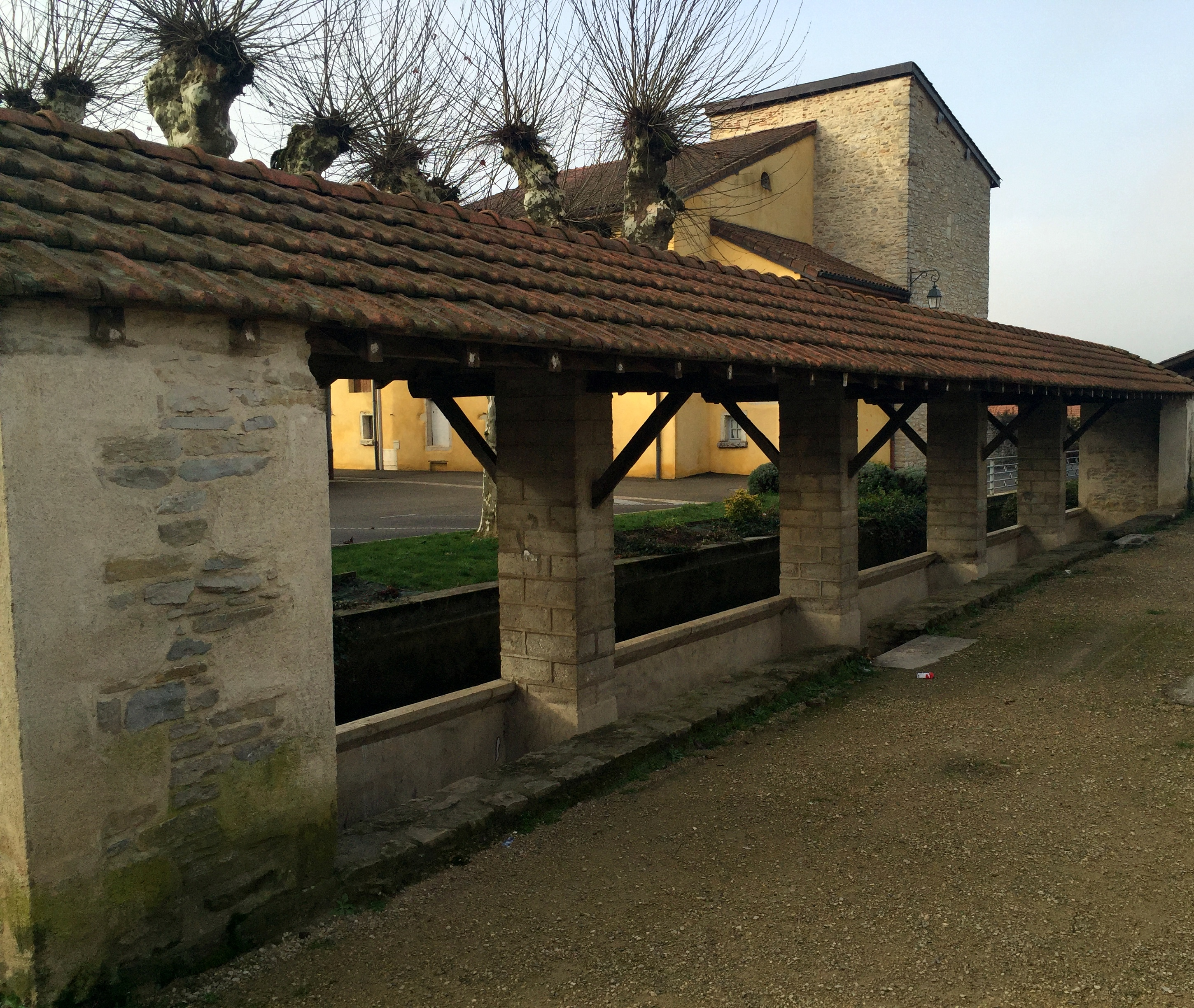
Le lavoir de la Balette.
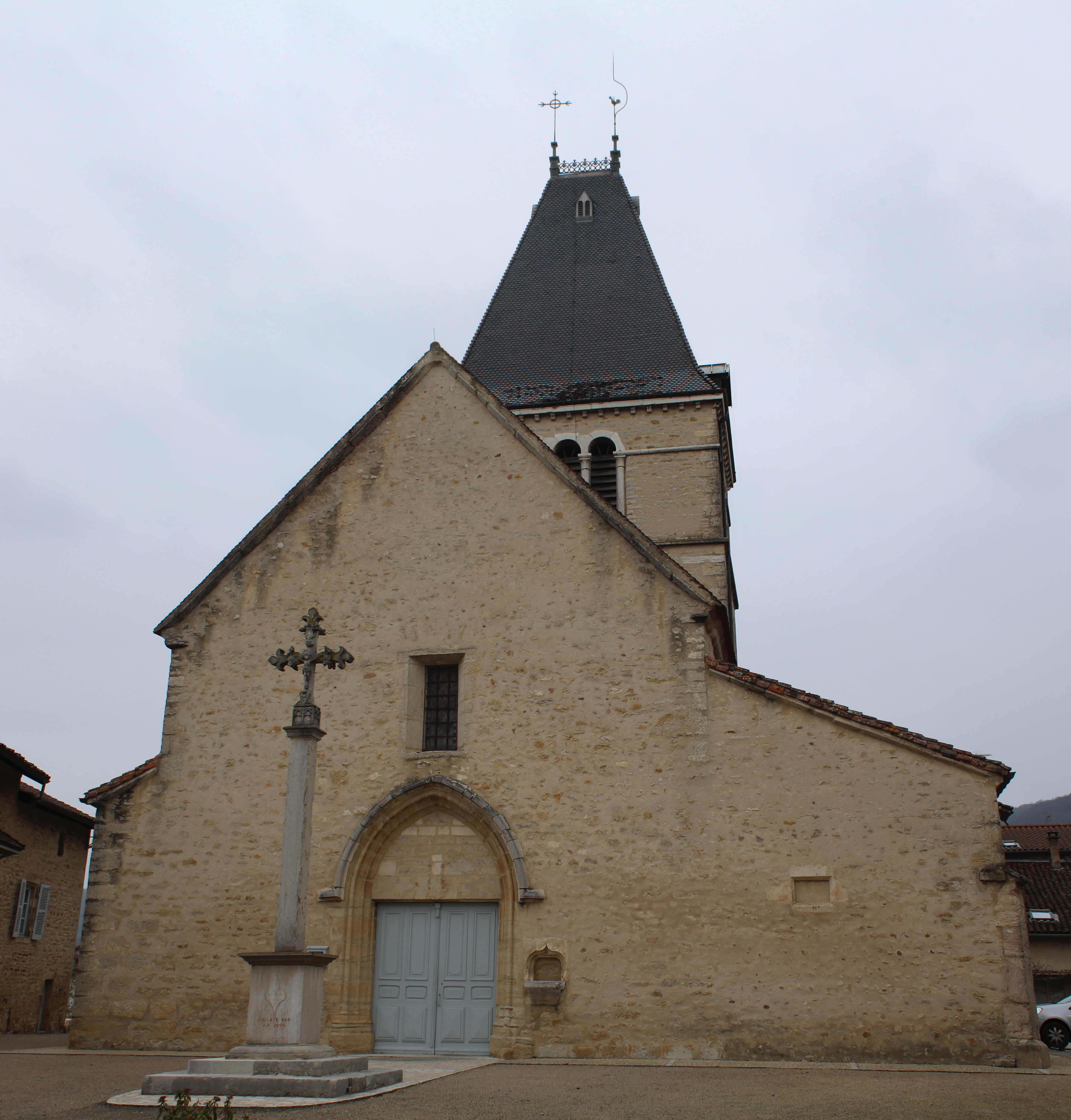
L'église Saint-Marcel.
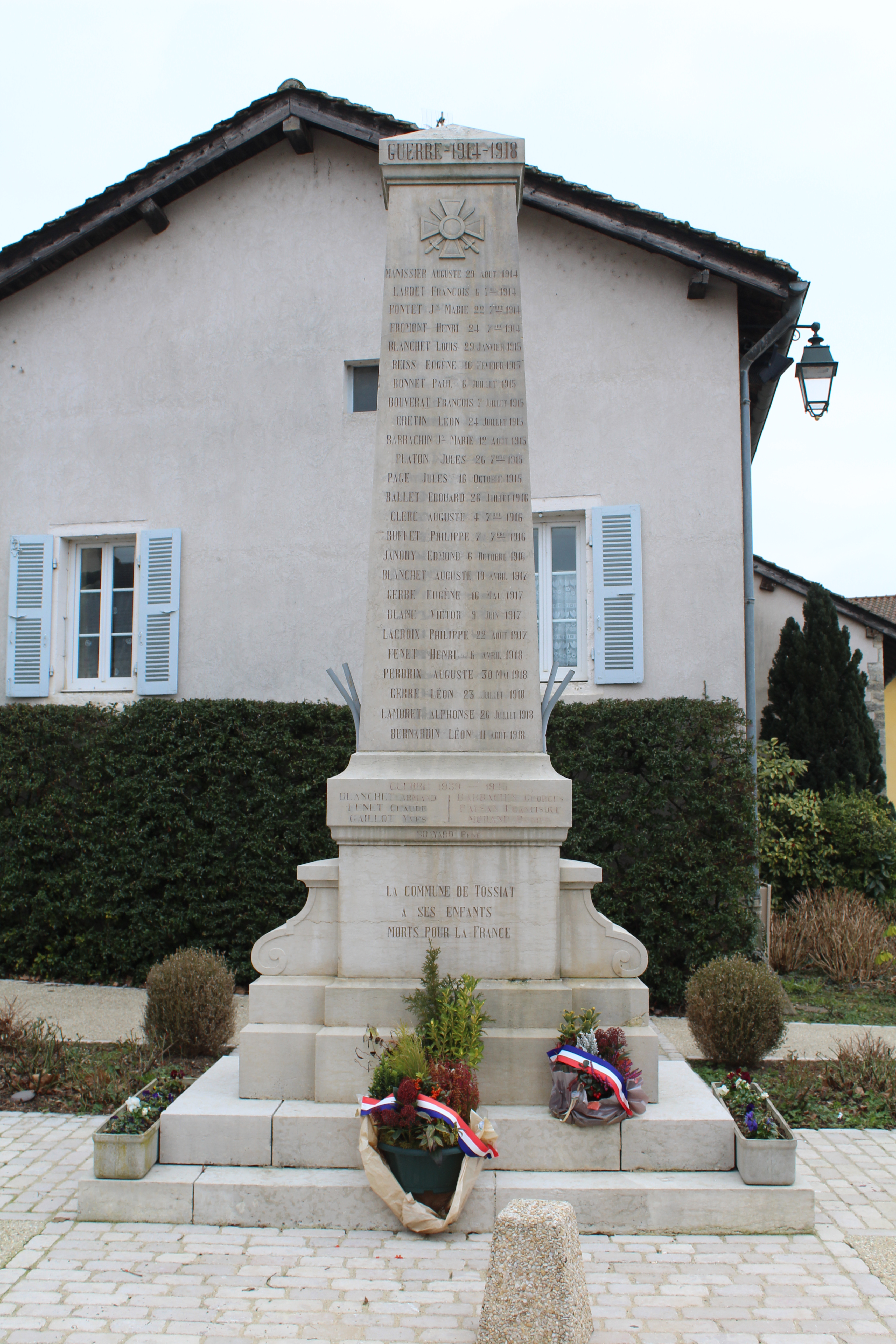
Monument aux morts.

### Héraldique
| Blason de Tossiat | Blason  | De gueules à la fasce d'argent accompagnée de trois étoiles du même. |
| Blason de Tossiat | Détails |                                                                      |